# Puchar Narodów Pacyfiku 2007
Puchar Narodów Pacyfiku 2007 – druga edycja corocznego turnieju organizowanego pod auspicjami IRB dla drużyn z regionu Pacyfiku. Turniej odbył się pomiędzy 19 maja a 24 czerwca 2007 roku i wzięło w nim udział sześć reprezentacji.

## Informacje ogólne
W porównaniu do poprzedniej edycji do turnieju dołączyła Australia A. Sześć uczestniczących zespołów rywalizowało systemem kołowym, a mecze zostały rozegrane we wszystkich sześciu państwach. Zwycięzca meczu zyskiwał cztery punkty, za remis przysługiwały dwa punkty, porażka nie była punktowana, a zdobycie przynajmniej czterech przyłożeń lub przegrana nie więcej niż siedmioma punktami premiowana była natomiast punktem bonusowym.
Tytuł obronił zespół Junior All Blacks. Najwięcej punktów zdobył Australijczyk Clinton Schifcofske, zaś w kategorii przyłożeń z czterema zwyciężyli jego rodacy Ryan Cross i Lachie Turner.

## Mecze
| 19 maja 200715:00 | Samoa                          | 8:3(5:3) | Fidżi        | Apia Park, Apia Widzów: 5000 Sędzia: Paul Marks |
| 19 maja 200715:00 | Schwalger 5 (P) Williams 3 (K) | 8:3(5:3) | Rawaqa 3 (K) | Apia Park, Apia Widzów: 5000 Sędzia: Paul Marks |
| 19 maja 200715:00 | Lewaravu                       | 8:3(5:3) |              | Apia Park, Apia Widzów: 5000 Sędzia: Paul Marks |

| 25 maja 200719:30 | Tonga                            | 15:60(8:13) | Australia                                                                              | Aussie Stadium, Sydney Widzów: 5912 Sędzia: Federico Cuesta |
| 25 maja 200719:30 | Apikotoa 10 (P pd K) Tupou 5 (P) | 15:60(8:13) | Schifcofske 23 (P 6pd 2K) Polota-Nau 5 (P) Turner 15 (3P) Cross 10 (2P) Hewat 7 (P pd) | Aussie Stadium, Sydney Widzów: 5912 Sędzia: Federico Cuesta |
| 25 maja 200719:30 | Kaufusi · Sikalu                 | 15:60(8:13) |                                                                                        | Aussie Stadium, Sydney Widzów: 5912 Sędzia: Federico Cuesta |

| 26 maja 200713:00 | Fidżi                                                    | 30:15(3:15) | Japonia                                      | Churchill Park, Lautoka Widzów: 5000 Sędzia: Federico Cuesta |
| 26 maja 200713:00 | Talei 5 (P) Rawaqa 15 (P 2pd 2K) Qera 5 (P) Neivua 5 (P) | 30:15(3:15) | Thompson 5 (P) Andō 5 (pd K) Tachikawa 5 (P) | Churchill Park, Lautoka Widzów: 5000 Sędzia: Federico Cuesta |

| 26 maja 200715:00 | Samoa                        | 10:31(3:12) | Junior All Blacks                                                  | Apia Park, Apia Sędzia: James Leckie |
| 26 maja 200715:00 | Williams 5 (pd K) Lemi 5 (P) | 10:31(3:12) | Afoa 5 (P) Donald 6 (3pd) Gear 10 (2P) Tuialiʻi 5 (P) Filipo 5 (P) | Apia Park, Apia Sędzia: James Leckie |

| 2 czerwca 200713:00 | Fidżi                          | 8:57(3:29) | Junior All Blacks | Stadion Narodowy, Suva Sędzia: Paul Marks |
| 2 czerwca 200713:00 | Buatava 3 (K) Lovobalavu 5 (P) | 8:57(3:29) | Brett 6 (3pd) Donald 11 (4pd K) Gear 5 (P) Tuialiʻi 5 (P) Laulala 5 (P) Ellis 5 (P) Jane 5 (P) Try 5 (P) Hamilton 5 (P) Tuʻipulotu 5 (P) | Stadion Narodowy, Suva Sędzia: Paul Marks |

| 2 czerwca 200713:30 | Tonga                                                   | 17:20(7:10) | Japonia                               | Coffs Harbour International Stadium, Coffs Harbour Widzów: 2500 Sędzia: Federico Cuesta |
| 2 czerwca 200713:30 | Lilo 5 (P) Apikotoa 2 (pd) Tupou 5 (P) Tongaʻuiha 5 (P) | 17:20(7:10) | Ōno 5 (P) Andō 10 (2pd 2K) Endo 5 (P) | Coffs Harbour International Stadium, Coffs Harbour Widzów: 2500 Sędzia: Federico Cuesta |
| 2 czerwca 200713:30 | Lutui · Kaufusi                                         | 17:20(7:10) |                                       | Coffs Harbour International Stadium, Coffs Harbour Widzów: 2500 Sędzia: Federico Cuesta |

| 2 czerwca 200715:30 | Australia                                                       | 27:15(13:3) | Samoa                                   | Coffs Harbour International Stadium, Coffs Harbour Widzów: 2528 Sędzia: Taizō Hirabayashi |
| 2 czerwca 200715:30 | Schifcofske 12 (3pd 2K) Polota-Nau 5 (P) Mumm 5 (P) Beale 5 (P) | 27:15(13:3) | Vaʻa 5 (P) Williams 5 (pd K) Levi 5 (P) | Coffs Harbour International Stadium, Coffs Harbour Widzów: 2528 Sędzia: Taizō Hirabayashi |
| 2 czerwca 200715:30 | Schifcofske                                                     | 27:15(13:3) | Tuilagi                                 | Coffs Harbour International Stadium, Coffs Harbour Widzów: 2528 Sędzia: Taizō Hirabayashi |

| 9 czerwca 200713:00 | Tonga          | 13:39(13:10) | Junior All Blacks                                                                                       | Teufaiva Sport Stadium, Nukuʻalofa Widzów: 5000 Sędzia: Federico Cuesta |
| 9 czerwca 200713:00 | Lilo 13 (2P K) | 13:39(13:10) | Filipo 5 (P) Witcombe 5 (P) Holah 5 (P) Tuʻipulotu 5 (P) Tuitavake 5 (P) Hamilton 5 (P) Brett 9 (3pd K) | Teufaiva Sport Stadium, Nukuʻalofa Widzów: 5000 Sędzia: Federico Cuesta |
| 9 czerwca 200713:00 | Latu           | 13:39(13:10) | | Teufaiva Sport Stadium, Nukuʻalofa Widzów: 5000 Sędzia: Federico Cuesta |

| 9 czerwca 200718:00 | Australia                                                                                             | 71:10(36:10) | Japonia                   | Dairy Farmers Stadium, Townsville Widzów: 4745 Sędzia: James Bolabiu |
| 9 czerwca 200718:00 | Schifcofske 26 (P 9pd K) Cross 10 (2P) Beale 5 (P) Holmes 15 (3P) Sare 5 (P) Hardy 5 (P) Maʻafu 5 (P) | 71:10(36:10) | Ono 5 (pd K) Robins 5 (P) | Dairy Farmers Stadium, Townsville Widzów: 4745 Sędzia: James Bolabiu |
| 9 czerwca 200718:00 | Maʻafu                                                                                                | 71:10(36:10) |                           | Dairy Farmers Stadium, Townsville Widzów: 4745 Sędzia: James Bolabiu |

| 16 czerwca 200714:00 | Japonia    | 3:13(3:0) | Samoa                            | Yurtec Stadium Sendai, Sendai Widzów: 7905 Sędzia: Tim Hayes |
| 16 czerwca 200714:00 | Andō 3 (K) | 3:13(3:0) | Crichton 8 (pd 2K) Faʻatau 5 (P) | Yurtec Stadium Sendai, Sendai Widzów: 7905 Sędzia: Tim Hayes |

| 16 czerwca 200714:30 | Fidżi                                              | 15:21(15:6) | Tonga                                                   | Churchill Park, Lautoka Widzów: 3500 Sędzia: Chris Pollock |
| 16 czerwca 200714:30 | Luveniyali 5 (pd K) Leawere 5 (P) Lovobalavu 5 (P) | 15:21(15:6) | Lemoto 6 (2K) Hufanga 5 (P) Lutui 5 (P) Vahafolau 5 (P) | Churchill Park, Lautoka Widzów: 3500 Sędzia: Chris Pollock |

| 16 czerwca 200716:30 | Junior All Blacks                                                                                     | 50:0(38:0) | Australia | Carisbrook, Dunedin Sędzia: Willie Roos |
| 16 czerwca 200716:30 | Donald 20 (P 6pd K) Donnelly 5 (P) Lauaki 5 (P) Hamilton 5 (P) Tuitavake 5 (P) Nonu 5 (P) Braid 5 (P) | 50:0(38:0) |           | Carisbrook, Dunedin Sędzia: Willie Roos |
| 16 czerwca 200716:30 | Henderson                                                                                             | 50:0(38:0) |           | Carisbrook, Dunedin Sędzia: Willie Roos |

| 23 czerwca 200715:00 | Samoa                                                                                                  | 50:3(29:3) | Tonga      | Apia Park, Apia Widzów: 9000 Sędzia: Willie Roos |
| 23 czerwca 200715:00 | Schwalger 5 (P) Lemi 10 (2P) Crichton 11 (4pd K) Johnston 10 (2P) Ulia 5 (P) Tuilagi 5 (P) Lui 4 (2pd) | 50:3(29:3) | Hola 3 (K) | Apia Park, Apia Widzów: 9000 Sędzia: Willie Roos |
| 23 czerwca 200715:00 | Tuʻifua                                                                                                | 50:3(29:3) |            | Apia Park, Apia Widzów: 9000 Sędzia: Willie Roos |

| 23 czerwca 2007 | Fidżi                               | 14:14(7:3) | Australia                                      | Stadion Narodowy, Suva Widzów: 3500 Sędzia: Chris Pollock |
| 23 czerwca 2007 | Bolavucu 10 (2P) Luveniyali 4 (2pd) | 14:14(7:3) | Shepherd 6 (2K) Turner 5 (P) Schifcofske 3 (K) | Stadion Narodowy, Suva Widzów: 3500 Sędzia: Chris Pollock |
| 23 czerwca 2007 | Naevo                               | 14:14(7:3) |                                                | Stadion Narodowy, Suva Widzów: 3500 Sędzia: Chris Pollock |

| 24 czerwca 200714:00 | Japonia    | 3:51(3:10) | Junior All Blacks                                                                             | Chichibunomiya Rugby Stadium, Tokio Widzów: 13 123 Sędzia: Tim Hayes |
| 24 czerwca 200714:00 | Endo 3 (K) | 3:51(3:10) | Brett 17 (2P 2pd K) Tuitavake 5 (P) Donald 14 (2P 2pd) Tuʻipulotu 5 (P) Wulf 5 (P) Nonu 5 (P) | Chichibunomiya Rugby Stadium, Tokio Widzów: 13 123 Sędzia: Tim Hayes |
| 24 czerwca 200714:00 | Marsh      | 3:51(3:10) | Tuialiʻi                                                                                      | Chichibunomiya Rugby Stadium, Tokio Widzów: 13 123 Sędzia: Tim Hayes |